# 1784 au théâtre
| Années du théâtre : 1781 - 1782 - 1783 - 1784 - 1785 - 1786 - 1787    |
| Décennies du théâtre : 1750 - 1760 - 1770 - 1780 - 1790 - 1800 - 1810 |

## Événements
- 27 avril : Le Mariage de Figaro connaît un grand succès de scandale à Paris, au Théâtre de l'Odéon. Louis XVI fait emprisonner Beaumarchais à la prison Saint-Lazare, mais doit le libérer sous la pression de l’opinion publique.
- 26 juin : le dramaturge allemand Friedrich von Schiller prononce à Mannheim, devant la Kurpfälzische Deutsche Gesellschaft (Société allemande palatine), le discours Le Théâtre considéré comme une institution morale (Die Schaubühne als eine moralische Anstalt betrachtet).
- 23 octobre : ouverture à Paris du Théâtre des Beaujolais, à l’extrémité nord de la galerie de Montpensier, destiné à présenter des spectacles de marionnettes.

## Pièces de théâtre écrites
- Zamore et Mirza ou l’Esclavage des Noirs, d'Olympe de Gouges - elle ne sera éditée qu'en 1792.

## Pièces de théâtre représentées
- 13 avril : Kabale und Liebe, drame de Friedrich Schiller, Francfort-sur-le-Main.

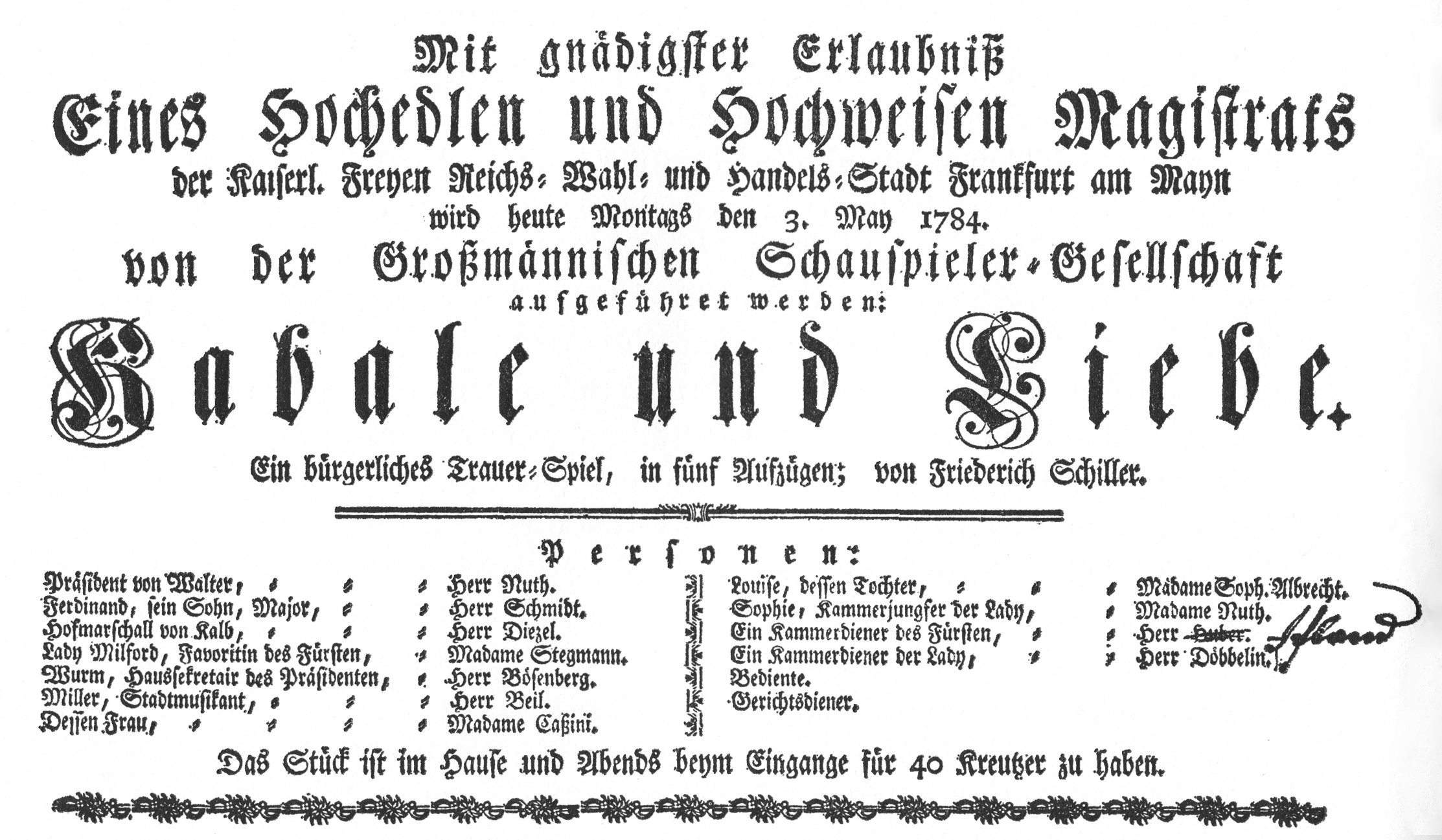
Affiche de 1784 annonçant une représentation de Kabale und Liebe

- 21 août : Le bienfait anonyme de Joseph Pilhes, Paris, Comédie-Française.
- 6 novembre : la Fausse Coquette d'Étienne Vigée au Théâtre-Français, comédie en trois actes et en vers.

## Décès
- 24 avril : Franciszek Bohomolec, jésuite, dramaturge et réformateur théâtral polonais, né le 19 janvier 1720.
- 16 juin : Henri Lambert de Thibouville, écrivain et dramaturge française, né le 14 décembre 1710.
- 7 juillet : Louis Anseaume, dramaturge français, sous-directeur de l'Opéra-Comique, né en 1721.
- 23 octobre : Charles-François Racot de Grandval, acteur, sociétaire de la Comédie-Française et dramaturge français, né le 23 octobre 1710.